# António Carvalho da Costa

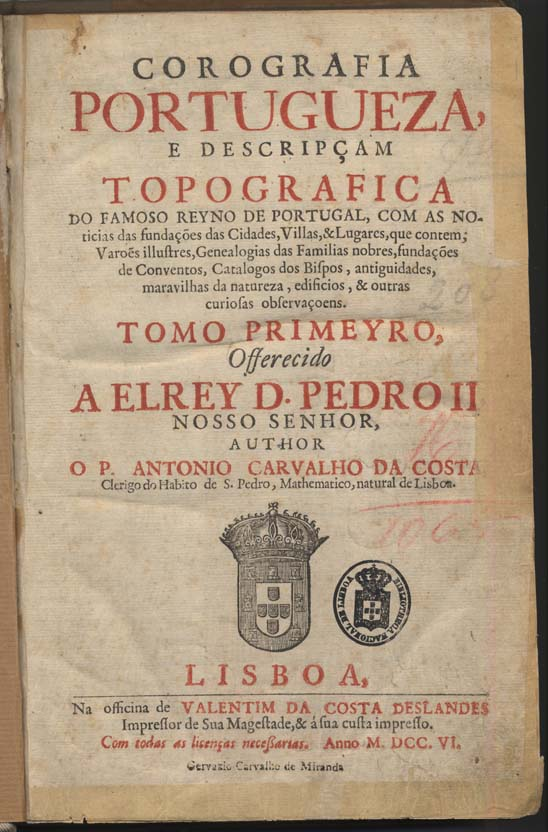
Página de rosto da Corografia Portuguesa, 1706-1712

António Carvalho da Costa (Lisboa, 20 de Abril de 1650 – 27 de Novembro de 1715), conhecido como Padre António Carvalho da Costa, foi um sacerdote, presbítero e astrónomo português, muito versado na História e Topografia portuguesas, que dedicou a sua vida ao estudo da Astronomia e da Geografia, tendo escrito vários livros sobre o tema.

## Biografia
Escreveu a Via astronómica, etc., Lisboa, 1677, o Tratato compendioso da fábrica e uso dos relógios de sol, dividido em quatro secções, Lisboa, 1678, e o livro Astronomia metódica distribuída em três tratados, Lisboa, 1683, cujo texto se distribui em três tratados: Theoria do sol, Theoria da lua e Theoria dos planetas menores, obra publicada pela Oficina de Francisco Villela.
Interessou-se em compilar todas as notícias que pudesse sobre as inúmeras localidades portuguesas. Deu-as à estampa sob o nome de Corografia portuguesa e descrição topográfica do famoso reino de Portugal, com as notícias das fundações das cidades, vilas e lugares que contém; varões ilustres; genealogias das famílias nobres; fundações de conventos, catálogos dos bispos; antiguidades; maravilhas da natureza e outras curiosas observações, tomo I, oferecido a el-rei D. Pedro II, Lisboa, 1706, tomo II, oferecido a el-rei D. João V, Lisboa, 1708, tomo III, oferecido à senhora D. Maria Ana de Áustria, Rainha de Portugal, Lisboa, 1712, que saiu a público entre 1706 e 1712.
Escreveu, também, o Compendio geográfico dividido em três tratados, Lisboa, 1686, obra publicada pela Oficina de João Galrão. O texto deste livro é dividido em três tratados: 
1. Projeção das esferas no plano, construção dos mapas universais, particulares e fabrica das cartas hidrográficas.
2. Hidrografia dos mares.
3. Descrição geográfica das terras.

Este livro foi oferecido a D. Manuel Coutinho de Meneses, segundo filho dos Marqueses de Marialva e Condes de Cantanhede.
Diogo Barbosa Machado, na Biblioteca Lusitana, atribui-lhe a composição de Prognósticos, obra de Astrologia, então ligada à Astronomia, que diz terem sido publicados com outro nome desde 1684 até 1701.